# Pirata longjiangensis
Pirata longjiangensis är en spindelart som beskrevs av Yan et al. 1997. Pirata longjiangensis ingår i släktet Pirata och familjen vargspindlar. Inga underarter finns listade i Catalogue of Life.